# Colloquy
Colloquy – to opensourcowy klient IRC, SILC oraz ICB dla systemu operacyjnego OS X. Posiada własny silnik protokołu IRC, który jest także częścią projektu ChatKit, w przeszłości jednak wykorzystywał mechanizm z irssi. Colloquy oferuje użytkownikowi również wygodny interfejs graficzny.